# 콤소몰스크 (이바노보주)

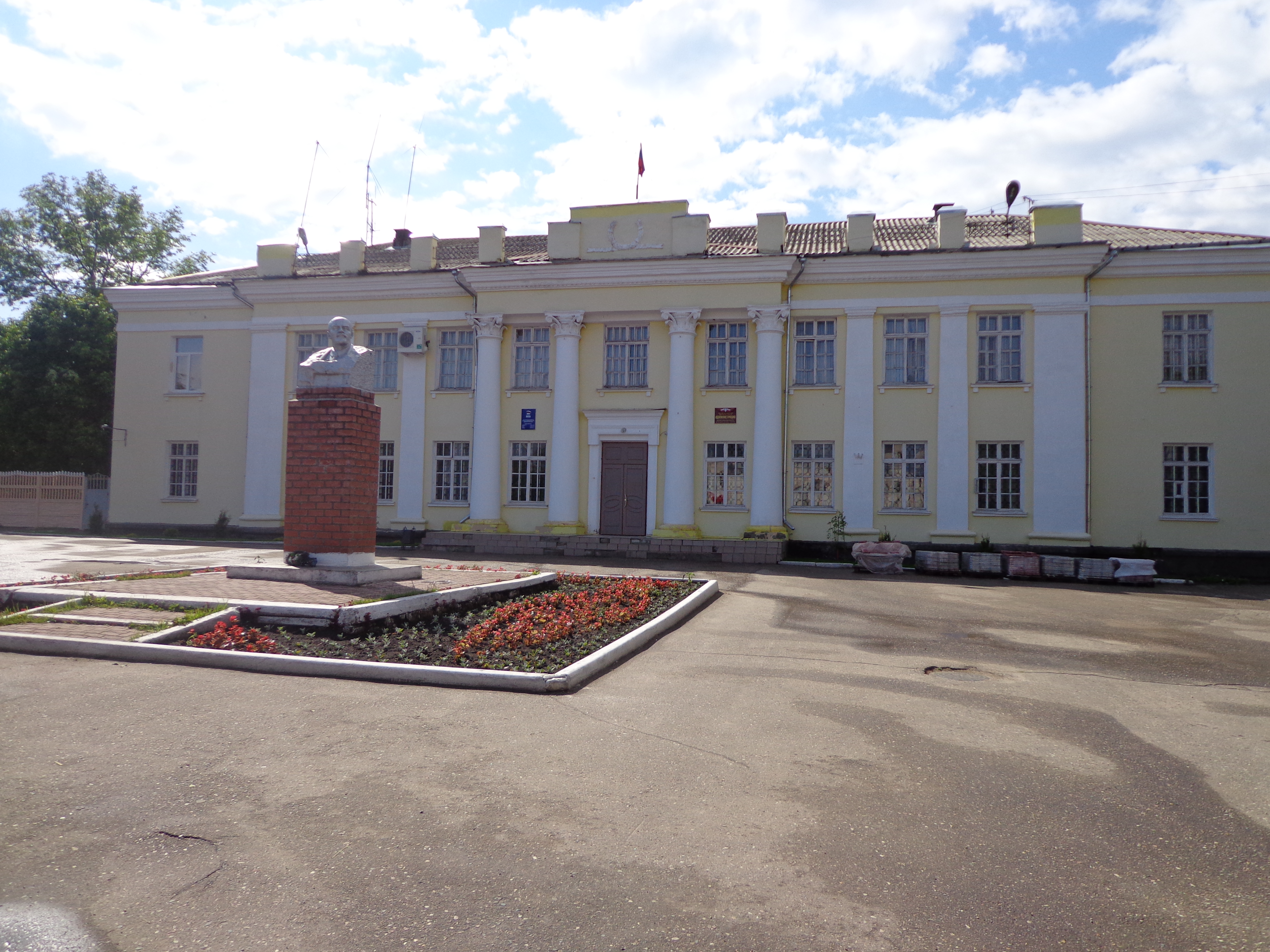

콤소몰스크(러시아어: Комсомо́льск)는 러시아 이바노보주에 위치한 도시로 인구는 8,693명(2010년 기준), 9,595명 (2002년 기준), 11,587명(1989년 기준)이다. 이바노보에서 서쪽으로 34km 정도 떨어진 곳에 위치한다.
1931년에 신설되었으며 도시 지위를 부여받은 시기는 1950년이다.